# Iglesia de San Pablo (Birmingham)
La iglesia de San Pablo (en inglés: Saint Paul's Church) es una iglesia anglicana situada en la plaza de San Pablo, en el Jewellery Quarter de la ciudad inglesa de Birmingham, en el Reino Unido. La iglesia es un Monumento clasificado de Grado I.
El edificio fue diseñado por Roger Eykyn, de Wolverhampton. Su construcción empezó en 1777 y fue consagrada en 1779. Se construyó sobre unos terrenos donados por Charles Colmore. Era la iglesia de los primeros fabricantes y comerciantes de Birmingham, Matthew Boulton y James Watt, quienes tenían sus propios bancos en la iglesia, que fueron comprados y vendidos entre los feligreses de aquel tiempo.
Se trata de una iglesia rectangular, con una apariencia similar a la de la iglesia londinense de St Martin-in-the-Fields. La torre fue añadida en 1823 por Francis Goodwin.

## Ventana este

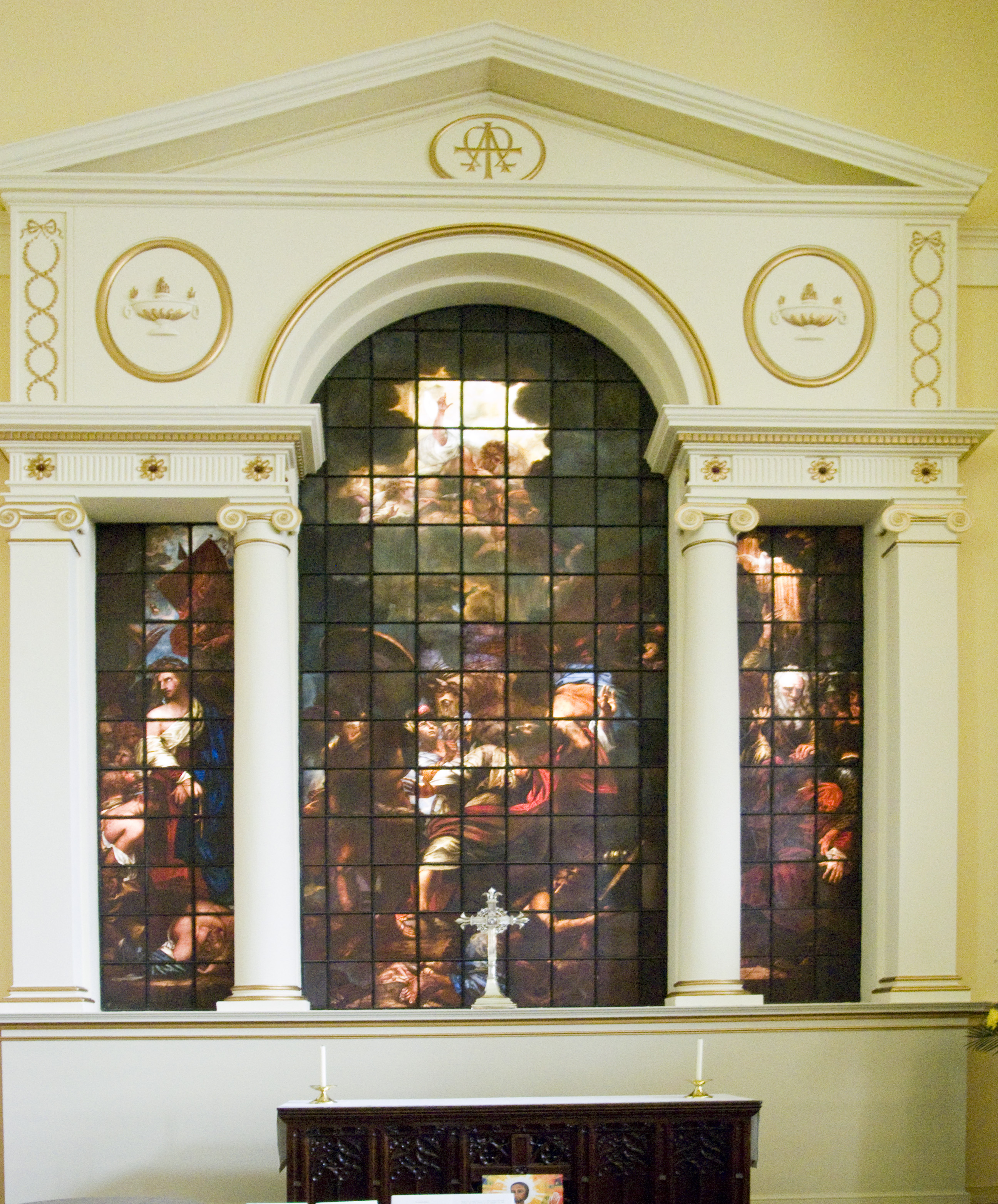
La ventana del lado este, con el vitral que representa la conversión de San Pablo.

La ventana del este tiene unas vidrieras esmaltadas especiales hechas en 1791 por Francis Eginton, de una pintura (c. 1786) de Benjamin West, ubicada actualmente en el museo de arte de Dallas, que representa la  conversión de san Pablo.

## Órgano

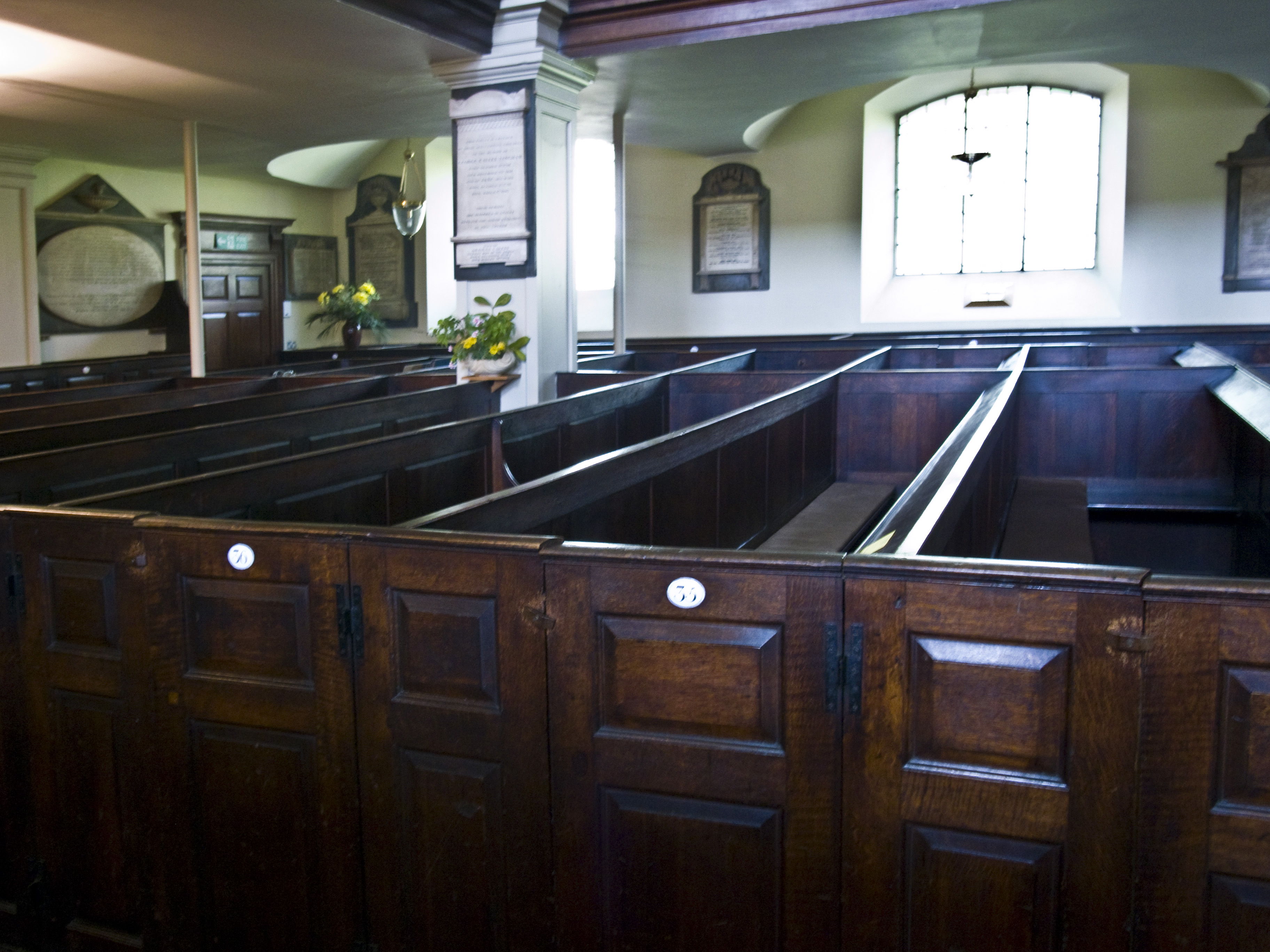

La iglesia posee una acústica excelente y un largo historial de conciertos; actualmente acoge una serie de recitales de órgano llamada Thursday Live («jueves en vivo») a cargo de Paul Carr, organista y director musical.
El primer órgano documentado en el templo fue instalado en 1830 por James Bishop. Este estaba ubicado en la galería en el extremo oeste de la iglesia. Banfield extendió el órgano en 1838, incluyendo una nueva división de tubos que probablemente remplazaron a los antiguos en lugar de ser una adición. Bevington y sus hijos reconstruyeron y ampliaron el órgano en 1871 y lo renovaron en 1897.
El órgano fue desplazado a su posición actual en 1927 por Conacher Sheffield & Co. y fue reconstruido exhaustivamente. Sin embargo, la caja del órgano no pudo ser organizada en su nueva posición sin ser alterada. Las cuerdas tuvieron que ser retiradas y actualmente se encuentran unidas para servir como pantalla de la galería norte, a través de algunos asientos reciclados.
Los bordes laterales no embonaron con las molduras de los pilares laterales, así que todo el frente fue remodelado para que los bordes ajustaran con las molduras. Esto causó que las esquinas laterales de las torretas tuvieran conflicto con los pilares, así que estas fueron eliminadas.
Después de los daños causados por la Guerra y las condiciones climáticas, el órgano se encontraba en un estado deplorable en 1953, notorio especialmente en la división de acordes que estaba completamente “bombardeada”. Hill, Norman & Beard remodelaron el órgano como un instrumento manual y de pedal en 1964. Este es el órgano que se encuentra actualmente aunque con algunas adiciones al sistema de pistones realizadas en 1996. En él existe una mezcla de acciones mecánicas y electro-neumáticas y planos de sonido de distintos compases. El sistema de tuberías consiste en algunas de las piezas originales, algunas de las adicionadas por Hill, Norman & Beard y algunas piezas nuevas.

### Lista de organistas
- James Stimpson 1842 - ????
- Thomas Munden
- George Hollins

## Campanas
El primer tintilar de las campanas fue agregado en el 2005. Antes de esto, la iglesia contaba con tres campanas usadas como campanas y alarmas de reloj. Un nuevo sistema de 10 campanas fue instalado para celebrar el 250.° aniversario del coro de campanas de San Martín y fue inaugurado oficialmente el 25 de noviembre de 2005. Nombrado “The tenor weighs”.